# Kanadische Staatsangehörigkeit

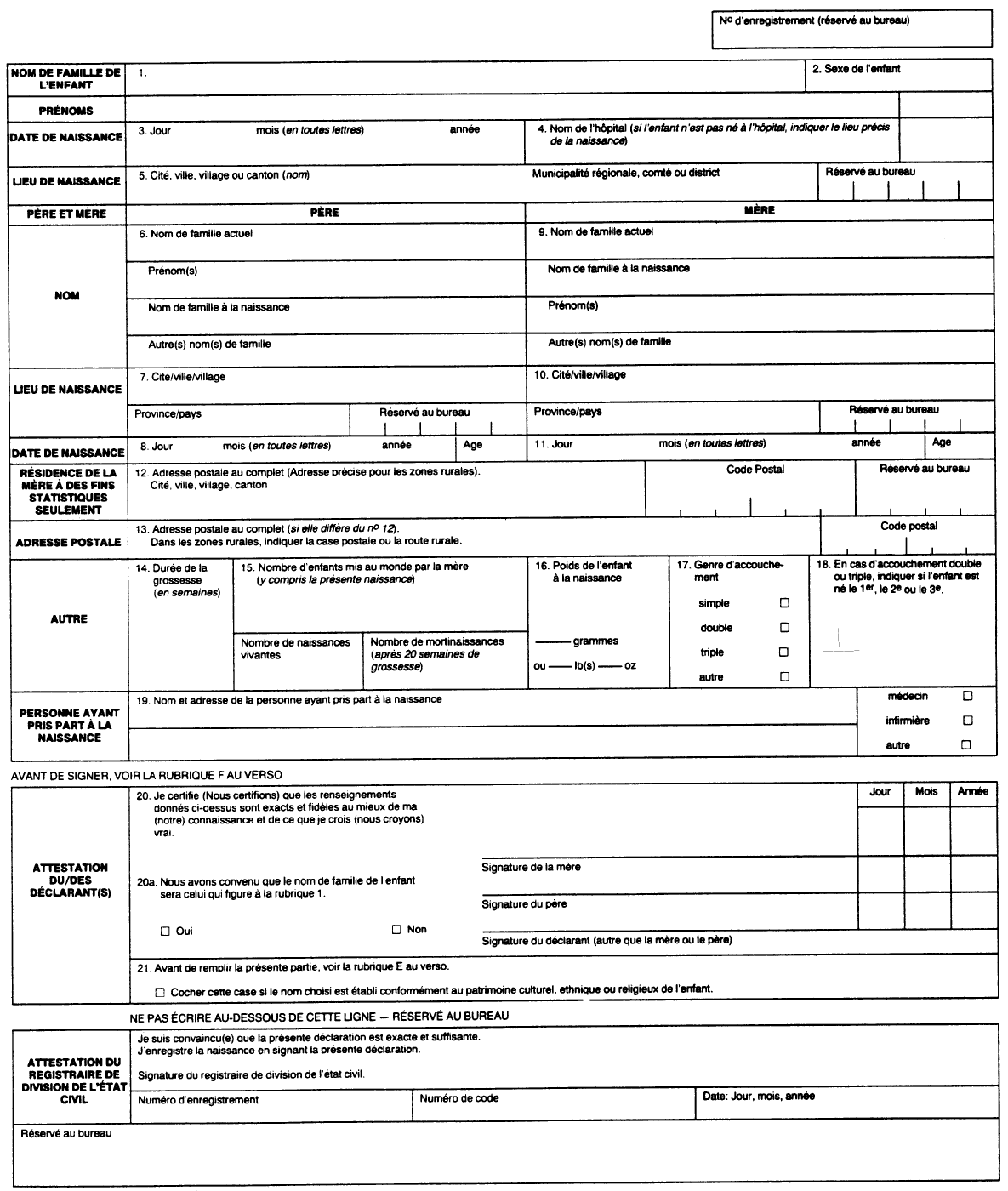
Muster einer kanadischen Geburtsurkunde in französischer Sprache. (2006). Sie dient als Nachweis des Erwerbs der Staatsangehörigkeit ab Geburt.

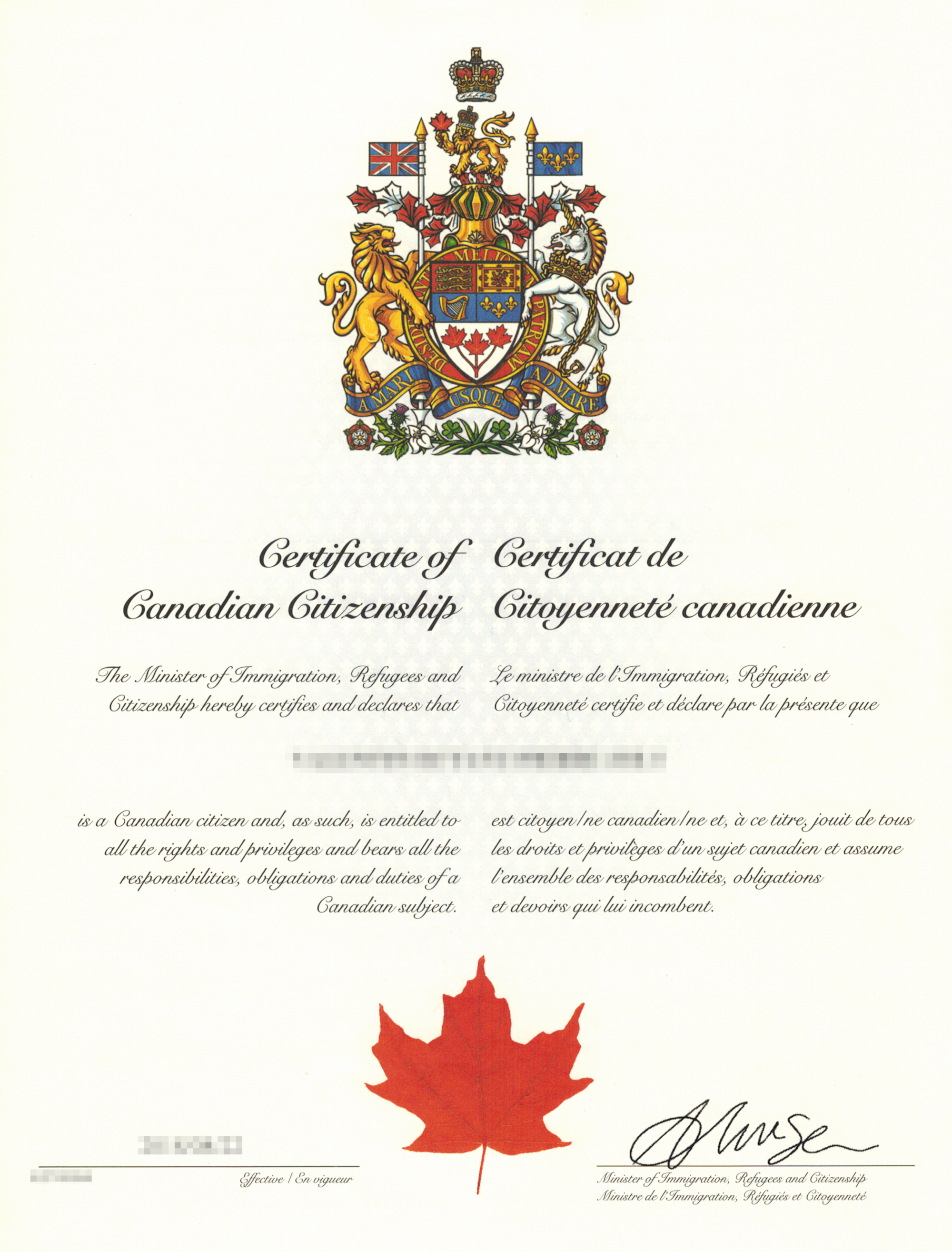
Staatsangehörigkeitsausweis: “Certificate of citizenship,” 2018.

Die kanadische Staatsbürgerschaft (englisch Canadian nationality, Canadian Citizenship; französisch Citoyenneté canadienne, nationalité canadienne) ist die rechtliche Zugehörigkeit einer natürlichen Person zum Staatsverband Kanadas, welches im engeren Sinne seit 1947 existiert.
Wie in allen Ländern des Common Law-Rechtsraums mit einer starken Geburtsortskomponente im Staatsangehörigkeitsrecht ist die Geburtsurkunde das wichtigste Nachweisinstrument der Staatsbürgerschaft ab Geburt (im Inland) oder „durch Abstammung“ (“by decent”) bei Geburt im Ausland. Entscheidend ist die korrekte Anmeldung der Geburt. Für gebürtige Bürger war eine Entziehung bis vor wenigen Jahren unmöglich, Einbürgerungen können gemäß britischer Tradition vergleichsweise leicht widerrufen werden.
Ein Nachweis der Staatsangehörigkeit ist normalerweise nur nötig bei Ausstellung eines Reisepasses oder der Ausübung bestimmter Berufe, die für Inländer reserviert sind.

## Historisches
Kanada sah sich schon als Dominion im 19. Jahrhundert als Einwanderungsland, weswegen die dauerhafte Einreise als Vorstufe zur Einbürgerung verstanden wird. Die Ausländergesetzgebung spielt deshalb eine wichtige Rolle im Staatsbürgerschaftsfragen.

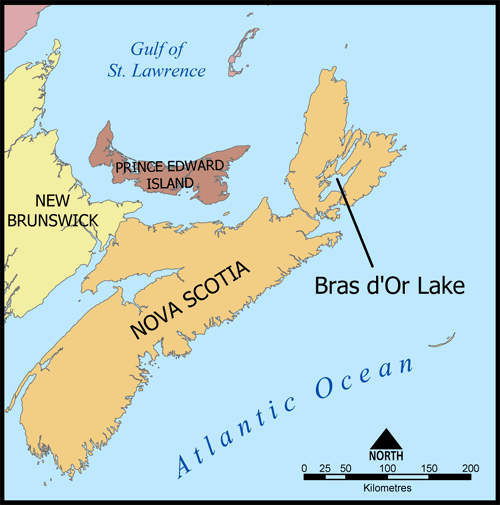
Nova Scotia („Neuschottland“), New Brunswick, Prince Edward Island, Kap Breton.

Vor der Vereinigung hatten einzelne Regionen lokale Vorschriften erlassen. Die Grenzen der östlichen Seeprovinzen wurden mehrfach neu gezogen, Nova Scotia („Neuschottland“), New Brunswick und Prince Edward Island sind seit 1867 Provinzen.
Die Hudson’s Bay Company trat 1849 Vancouver ab, was in die Kolonie British Columbia eingegliedert wurde, 1869 erklärte sich die Gesellschaft bereit, ihr kanadisches Gebiet, vor allem Rupertsland, in der so genannten Deed of Surrender an Kanada abzutreten.

### Einwanderungskontrollen 1867–1946

Entwicklung der kanadischen Provinzen.

Man war im 19. Jahrhundert und nach einer restriktiven Phase ab 1910 seit 1946 politisch gewollt Einwandererland. Die Erlaubnis zum Daueraufenthalt wird als Vorstufe zur Einbürgerung gesehen. Die zeitgenössischen Immigration Laws, verunmöglichten für Personenkreise, denen durch diese die Einreise verboten war die Erfüllung der Wartefrist für Einbürgerungen.
Der Immigration Act, 1869 und die Ergebnisse der “Royal Commission on Italian Immigration 1904/5” zielten eher auf Schutz vor allzu grober Ausbeutung. Bis 1892 war das Department of Agriculture zuständig, danach das neu geschaffene Department of the Interior. Ab 1897 begann man nicht-landwirtschaftlichen Zuwanderern die Einreise zu erschweren. Gezielte Anwerbung von weißen Landarbeitern und Fachkräften in Europa organisierte die North Atlantic Trading Company.

Gewisse Personengruppen wurden von der Einreise ausgeschlossen. Dies begann 1872 mit Kriminellen, 1897 Armen und nach 1885 Chinesen, von denen eine große Zahl für den Eisenbahnbau angeheuert worden waren.
Der Immigration Act 1906 fasste die Regeln neu. Wer innerhalb von zwei Jahren nach Ankunft straffällig oder bedürftig wurde, konnte abgeschoben werden.
Der Immigration Act 1910 erlaubte auch Abschiebung aus politischen oder „moralischen“ Gründen. Nachdem 1905–1913 gut eine Million Einwanderer gekommen waren, fiel die Zahl im Jahr 1915 auf 36.000, vor allem US-Amerikaner, und blieb bis zum Zweiten Weltkrieg niedrig.
Weitere Einschränkungen zur Möglichkeit der Einbürgerung ergaben sich aus anderen Gesetzen über die Möglichkeit dauerhaft einzureisen.
Um vor 1914 eingebürgert werden zu können, genügte es nach drei Jahren Aufenthalt bei Gericht um ein certificate of naturalization anzusuchen, das gewährt wurde wenn „guter Charakter“ offensichtlich war.
In Kanada lebende Personen waren britische Untertanen (“British subjects”) wie alle Bürger des Empire gemäß dem British Nationality and Status of Aliens Act 1914.
Die Bestimmung, dass Personen „unsuited to the climate or requirements of Canada“ abgewiesen werden durften, richtete sich vor allem gegen indische britische Untertanen. Sie wurde durch eine Gesetzesänderung 1919 ausgeweitet auf Staatsbürger der vormaligen Feindstaaten des Ersten Weltkriegs und politisch Unerwünschte, d. h. vor allem Kommunisten. In diesem Immigration Act 1919 fand sich auch eine Verordnungsermächtigung für das Kabinett Personen wegen ihrer Herkunft, Klasse oder Berufs von der Einreise auszuschließen, die man für ungeeignet hielt aufgrund: “peculiar customs, habits, modes of life and methods of holding property.”

### Diskriminierung von Asiaten

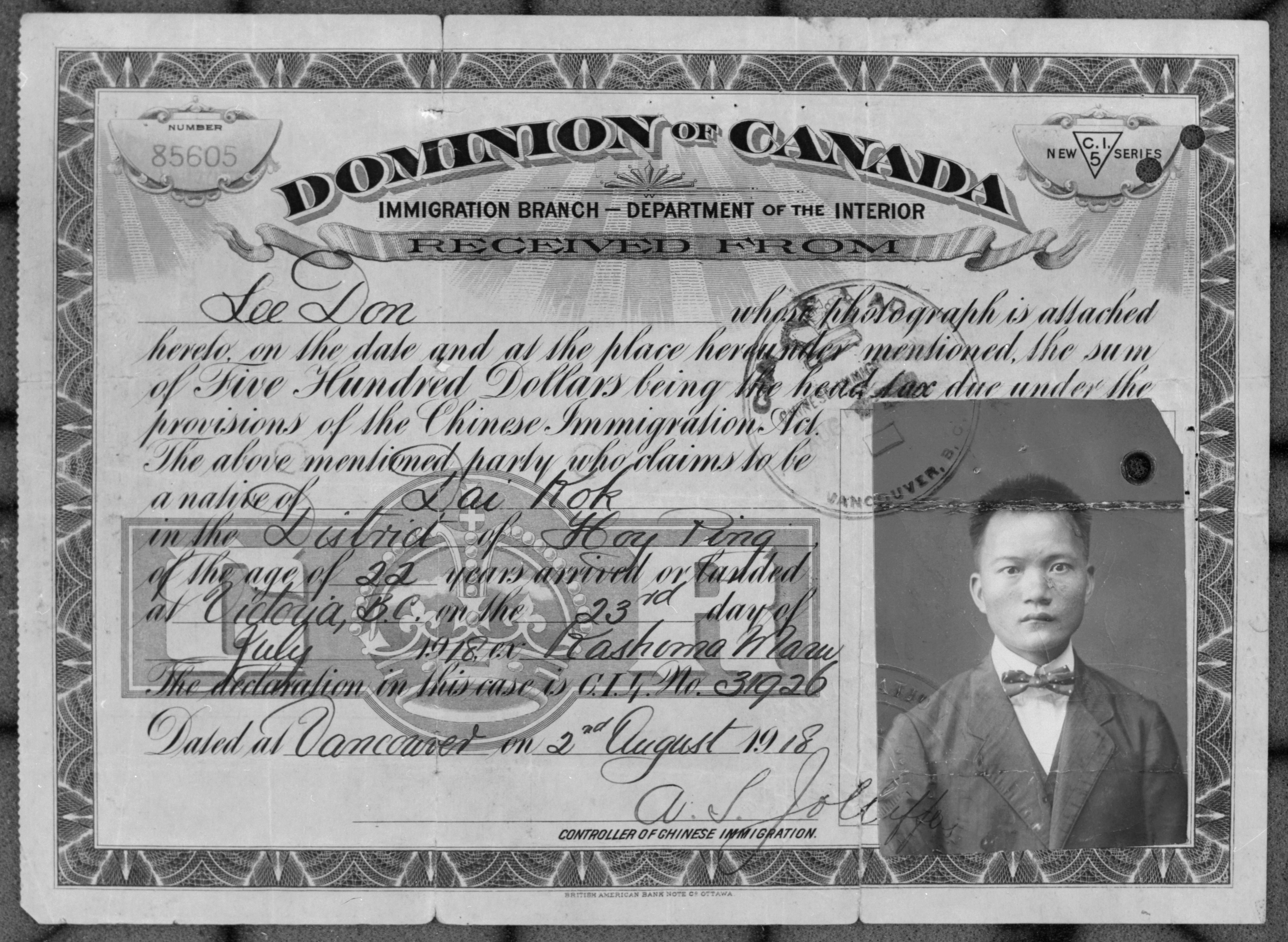
Bereits durch den Chinese Immigration Act begann man 1885 gegen asiatische Zuwanderer zu diskriminieren. Sie mussten seit 1903 500 Dollar Gebühr zahlen, worüber die gezeigte Urkunde ausgestellt wurde. Von Indern verlangte man 50 und seit 1908 200 Dollar.

Der Chinese Immigration Act, 1885 versuchte die Einwanderung der Angehörigen dieser Rasse durch eine hohe Kopfsteuer die bei Ankunft fällig war zu beschränken. Man verlangte anfangs c$ 50, ab 1900 c$ 100 und von 1903 an c$ 500 (2022 ≙ c$ 8512 bzw. € 6124).
Analoge Bestimmungen ergingen in Neufundland am 10. Mai 1906.
Durch ein “Gentlemen's Agreement” zwischen dem japanischen Außenminister Hayashi Tadasu und dem Arbeitsminister Rodolphe Lemieux einigte man sich darauf nur 400 japanische Zuwanderer jährlich ins Land zu lassen.
Durch den Chinese Immigration Act, 1923 blieb bis 1967 fast jede Art von langfristigem Aufenthalt von neu ankommenden Chinesen verboten, außer sie waren sehr wohlhabend.
Während des Pazifikkriegs kam es zur de facto Ausbürgerung Japanischstämmiger, die zwangsweise umgesiedelt wurden.
Im Jahr 1947 war der Chinese Immigration Act dahingehend geändert worden, dass chinesischstämmige Einwohner Kanadas die nun entstandene kanadische Staatsbürgerschaft beantragen durften. Erst 1962 wurden die allerschlimmsten Rassenschranken aufgehoben, auch wenn Europäer, Amerikaner und die Einwohner einiger Staaten des Nahen Ostens privilegiert blieben. Erst 1967 wurden alleine die Fähigkeiten der Einwanderer einziges Zuwanderungskriterium.
Eine ähnliche Tendenz zur rassistischen Diskriminierung findet sich nach dem Jahr 2000 wieder bei der Auswahl und Behandlung von Zuwanderern muslimischen Glaubens. unter einer sehr weitgehenden Definition von (unterstelltem) „Terrorismus“ Verschärft konkret ausgeformt wurde dies durch Bill C‐31 “Protecting Canada’s Immigration System Act”.

### Britische Untertanen
Für das ganze Empire einheitlich definierte man den Status eines britischen Untertanen (“British subject”) erst durch den erwähnten “British Nationality and Status of Aliens Act 1914.” Beschlossen hatte man solches auf der Imperial Conference 1911. Hierdurch war es den Dominions gestattet eigene lokale Einbürgerungsregeln zu erlassen, wobei die Neubürger immer auch British subjects wurden. Einige Dominions hatten solche Vorschriften mit lokaler Wirkung schon zuvor erlassen.

#### Naturalization Act 1914
In Anlehnung an die britischen Vorschriften verschärfte man zum 1. Jan. 1915 die Einbürgerungsvoraussetzungen für Ausländer: 5 Jahre Aufenthalt, „guter Charakter“ und Sprachkenntnisse in Französisch oder Englisch. Doppelte Staatsbürgerschaft war verboten. Gemäß damals üblicher internationaler Praxis der „Familieneinheit“ betrafen Statusänderungen immer auch Ehefrau und minderjährige Kinder. Bei Ausländerheirat erhielt die Frau automatisch die Staatsbürgerschaft des Mannes. Eingebürgerte erhielten ein certificate of naturalization.
Nicht eingebürgert werden durften Personen mit folgenden „Hindernissen:“ verheiratete Frauen, Minderjährige, Verrückte oder Idioten.
Die freiwillige Aufgabe des Status eines Kanadiers wurde 1921 genauer geregelt.
Bis 1947 erhielten Eingebürgerte Reisepässe mit rotem Umschlag, Staatsbürger ab Geburt solche mit ultramarinem Einband.

## Canadian Citizenship Act 1946
Auf den Meetings of Commonwealth Prime Ministers 1944–47 wurde auch beschlossen, dass alle Dominions eigene Staatsangehörigkeiten haben sollten, etwas wo Südafrika 1926, der irische Freistaat 1924/37 und eben Kanada 1946 schon Fakten geschaffen hatten. In den Monaten danach wurde durch den British Nationality Act 1948 der Status des „British Subject“ in „Citizenship of the United Kingdom and Colonies“ (CUKC) umbenannt.
Der Immigration Act, 1952, regelte die Zuständigkeit der Einwanderungskontrolle usw. neu. Die Ermessensspielräume des Kabinetts und des Minister of Citizenship and Immigration wurden ausgeweitet.

### Regelungen 1947
Erwerb durch Geburt und Abstammung

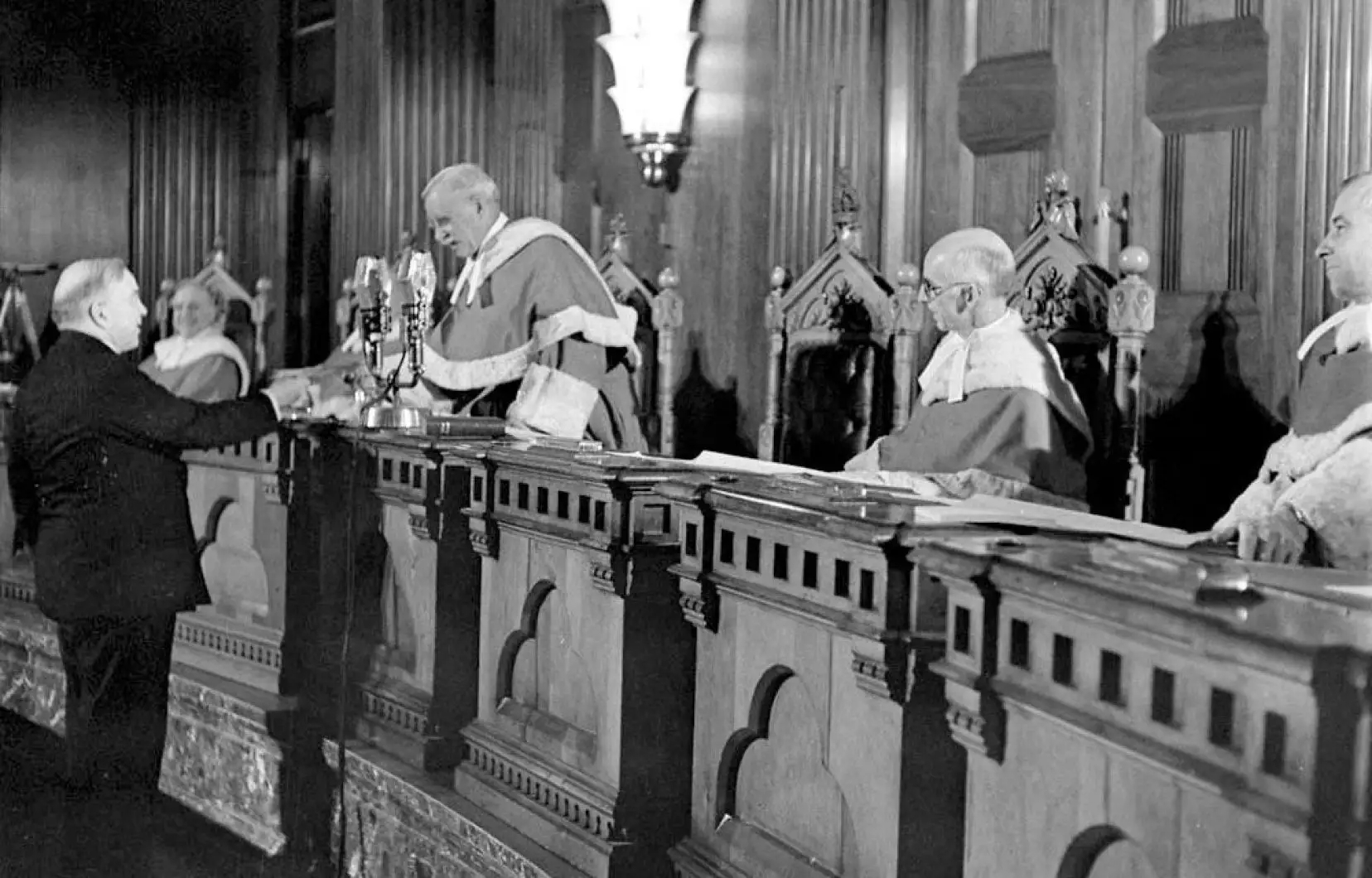
Die erste Feier mit Übergabe der neuen “certificates of citizenship” fand am 3. Jan. 1947 statt. Hier erhielt auch der damalige Premierminister seinen kanadischen Staatsbürgerschaftsausweis.

Kanadier ab Geburt wurden zum Stichtag 1. Januar 1947 alle in Kanada (oder auf einem kanadischen Schiff) geborenen Personen, sofern sie nicht vorher eine ausländische Staatsbürgerschaft erhalten hatten.
Außerdem im Ausland geborene Kinder eines kanadischen Vaters oder, bei unehelicher Geburt, einer kanadischen Mutter. Das galt auch für alle British Subjects die ihren Wohnsitz (“domicile”) normalerweise in Kanada hatten. Die Geburt ihrer Kinder war innerhalb von zwei Jahren bei einem Konsulat oder dem Secretary of State anzumelden. Diese Erfordernis wurde 1977 aufgehoben.

Vorstehendes galt nicht, wenn das im Ausland geborene Kind am 1. Jan. 1947 bereits älter als 21 Jahre war und zu diesem Zeitpunkt keine kanadische Daueraufenthaltserlaubnis hatte. Auch verloren im Ausland geborene (uneheliche) Kinder von Kanadiern zum 22. Geburtstag ihre Staatsangehörigkeit sofern sie bis dahin kein Daueraufenthaltsrecht hatten. Letzteres konnte durch Erklärung (“declaration of retention”) verhindert werden falls nachgewiesen wurde, dass eventuelle ausländische Staatsangehörigkeiten abgelegt worden waren.
Verlustgründe
- Freiwillige Annahme einer fremden Staatsbürgerschaft durch Volljährige.[35] Automatischer Staatsangehörigkeitserwerb nach ausländischem Rechts wegen Heirat galt nicht länger als „freiwillige Annahme.“ Minderjährige Kinder verloren ihre Staatsangehörigkeit mit den Eltern nur, wenn sie nach dem Gesetz des anderen Staates automatisch mit eingebürgert wurden.
- Aufgabe (“renunciation”) der kanadischen falls Doppelbürgerschaft vorlag. Kanadierinnen konnten dies bei Ausländerheirat ebenfalls verlangen.
- Sechs Jahre (ab 1952: 10 Jahre) Auslandsaufenthalt ohne konsularische Anmeldung, außer der Betroffene war Kanadier ab Geburt oder hatte sein Recht auf Einbürgerung durch Kriegsdienst in der Armee erworben. 1967 abgeschafft.
- Entzug (“Cancellation of Certificate of Naturalization”) war, nur bei Eingebürgerten, auch möglich bei Kriegsdienst in einer fremden Wehrmacht,[36] Untreue gegenüber dem britischen Monarchen, Betrug beim Antrag u. ä. Der Betroffene hatte ein Recht auf Anhörung.

Wurde die Staatsangehörigkeit eines nicht zum Commonwealth gehörigen Landes angenommen, ging der parallel eventuell weiterbestehende Status eines britischen Untertanen automatisch mit verloren.
Einbürgerungsverfahren

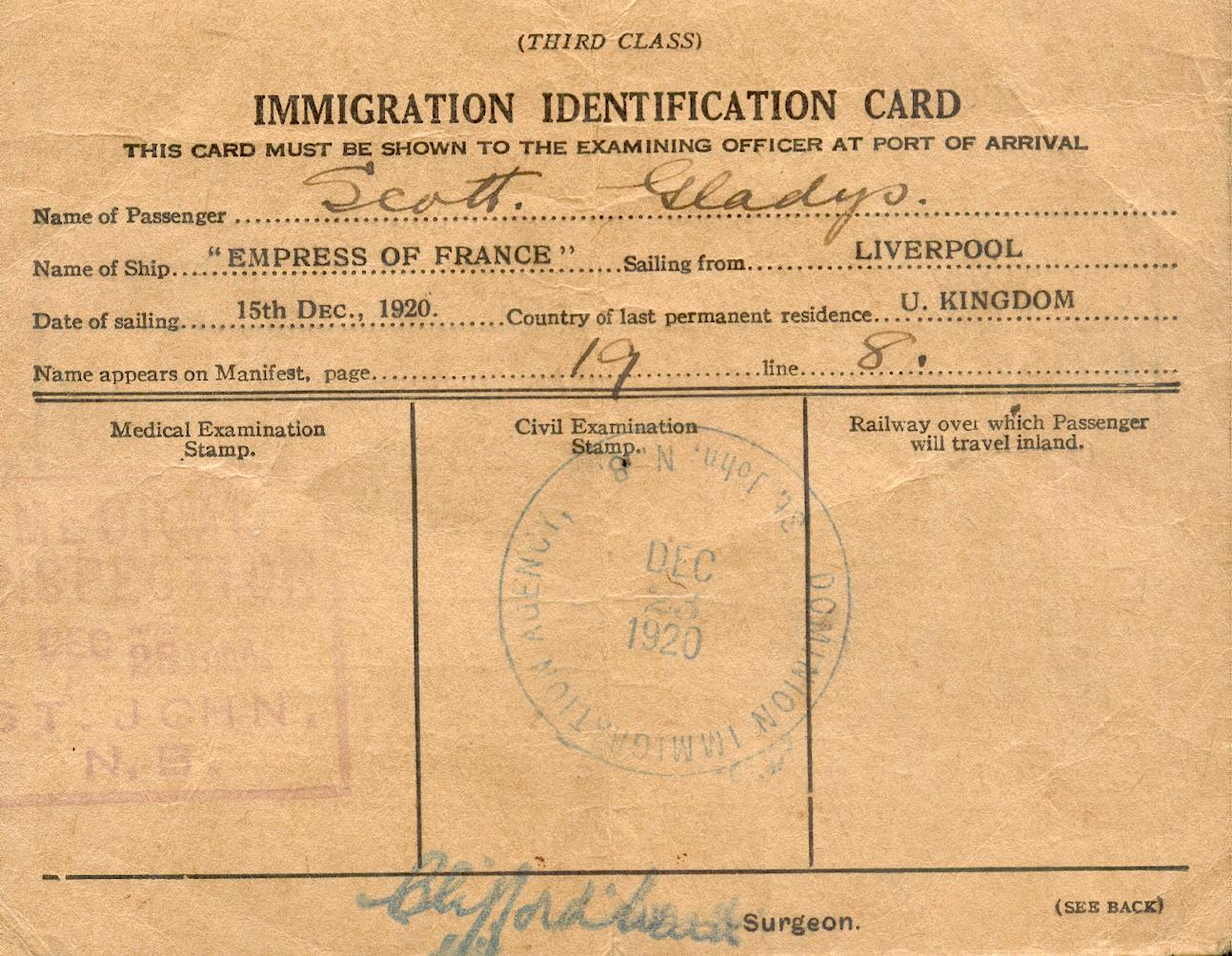
Einwandererkarte als Nachweis der legalen Einreise (1920).

Das zweistufige Einbürgerungsverfahren aus der Zeit des Dominion blieb fast unverändert bestehen, man trug jedoch der Gleichberechtigung Rechnung.
1. Es musste eine Absichtserklärung (“declaration of intention”) bei der Geschäftsstelle eines Gerichts abgegeben werden, dass der Antragsteller beabsichtige in Kanada dauerhaft zu leben und allen anderen Treueverhältnissen (“allegiance”) zu fremden Staaten abschwören wolle.

Dabei war das Mindestalter 18 Jahre, eine Unterscheidung nach Geschlechtern – die früher übliche „Familieneinheit“ – gab es nicht mehr. In diesem Stadium war es auch unwesentlich ob der Antragsteller Analphabet war. Vor dem nächsten Schritt musste der Antragsteller mindestens fünf Jahre mit Daueraufenthaltsrecht (“permanent residency”) in Kanada gewohnt haben.
Außer einer geringen Gebühr waren zwei Passfotos nötig und der Nachweis fünf Jahre legalen Aufenthalts und legaler Einreise, die ggf. durch Anfrage beim Immigration Branch geprüft wurde. Der Antrag wurde in der Geschäftsstelle drei Monate öffentlich ausgehängt und danach an den „Secretary of State“ geleitet, dessen Büro den Eingang schriftlich bestätigte.
2. Als nächster Schritt war beim örtlichen Gericht die eigentliche Einbürgerung zu beantragen (“Petition for Citizenship”). Nun war eine „angemessene“ Kenntnis einer der beiden Landessprachen erforderlich, bei Analphabeten verlängerte sich abzuwartende Aufenthaltszeit auf zwanzig Jahre. Ebenso geprüft wurde ob staatsbürgerliche Kenntnisse vorlagen. Weitere Vorbedingungen waren:
- Legale Einreise mit Daueraufenthaltsrecht und fünf Jahre im Lande[41] oder
- ein Jahr Aufenthalt unmittelbar vor Antragstellung und vier Jahre innerhalb der letzten sechs. Jeweils mit Nachweis der Wohnsitze.
- “Declaration of intention,” abgegeben ein bis fünf Jahre zuvor.
- „Guter Charakter.“
- Mindestalter 21.

Auch dieser Antrag wurde drei Monate ausgehängt. Jedermann konnte während dieser Zeit gegen die Einbürgerung Einspruch einlegen (“objection”).
Das generelle Einbürgerungshindernis für geistig Minderbemittelte bestand fort.

Danach wurde der Termin einer gerichtlichen Anhörung bestimmt, bei welcher der persönlich geladene Antragsteller dem Richter darzulegen hatte, dass er alle Bedingungen erfüllt. Der Richter entschied auch was „angemessene“ Sprachkenntnisse sind. Auch beim „guten Charakter“ gab es weiten Ermessensspielraum. Ausschlussgrund war in jedem Fall die Verurteilung wegen einer schweren Straftat. Lehnte der Richter den Antrag ab, war ein Neuantrag frühestens nach zwei Jahren möglich.
Die richterliche Empfehlung eine Einbürgerungsurkunde/Staatsangehörigkeitsausweis (“certificate of citizenship”) auszustellen war dann an den „Secretary of State“ zu schicken. Dessen Amt stellte die Bescheinigung aus und schickte sie zum Gericht, sofern man zustimmte. Mit eingebürgerte Kinder wurden auf der Urkunde namentlich aufgeführt. Lehnte die Zentrale die Einbürgerungsempfehlung ab, kam es frühestens nach 30 Tagen zu einer erneuten richterlichen Anhörung deren Ergebnis unanfechtbar war.

Die Einbürgerungsurkunde wurde bei Gericht dem Antragsteller ausgehändigt, sobald dieser und alle Kinder über 14, dort den Treueeid (“oath of allegiance”) geschworen hatte.
Erleichterungen
Der erste Schritt (“declaration of intention”) war nicht nötig für
- ausländische Ehefrauen von in Kanada lebenden Kanadiern, wenn sie mindestens ein Jahr legal als Paar im Lande wohnten. Ehemänner hatten die 5-Jahres-Frist zu warten.
- nicht-kanadische “British subjects” nach 5 Jahren, dann auch ohne gerichtliche Anhörung.
- Minderjährige Kinder von Eingebürgerten, sofern diese das Sorgerecht ausübten und die Geburt vor der Einbürgerung lag (danach Geborene sind Kanadier ab Geburt).
- Im Ausland geborene minderjährige Kinder eines sorgeberechtigten Kanadiers, die eine ausländische Staatsbürgerschaft haben.

Beantragte eine ausländische, mit einem Ausländer verheiratete Frau die Einbürgerung hatte dies keinen Effekt mehr auf die Staatsbürgerschaft des Partners. Ausländerinnen, die vor Gesetzesänderung 1947 einen Kanadier geheiratet hatten, wurden auf Antrag automatisch Kanadierinnen, wenn sie eine Daueraufenthaltserlaubnis hatten. War die Frau zudem „British subject“ so konnte auf den Gerichtstermin verzichtet werden.

Kanadierinnen, die wegen Ausländerheirat nach früheren Regeln automatisch ihre Staatsangehörigkeit gewechselt hatten, mussten zur Wiederaufnahme das zweistufige Verfahren komplett durchlaufen.
Staatsangehörigkeitsausweise
Eine “Petition for Citizenship” einreichen konnten im Lande Geborene (“natural born”) sowie automatisch per Gesetz zum 1. Januar 1947 zu Kanadiern gewordene Briten, um so einen Staatsangehörigkeitsausweis zu bekommen. Dieser Personenkreis durfte seinen Antrag auch direkt ans Ministerium (“Citizenship Registration Branch”) schicken.

Wer vor Erlass des Naturalisation Act 1914 nach älteren Regeln eingebürgert war, konnte ebenfalls eine “Petition for Citizenship” beim Ministerium beantragen.

### Citizenship Act 1976
Der neue Citizenship Act trat zum 15. Februar 1977 in Kraft. und bildet die Grundlage des kanadischen Staatsangehörigkeitsrechts bis heute. Die wichtigste Änderung war, dass British Subjects nicht mehr bevorzugt behandelt wurden. Das Volljährigkeitsalter senkte man auf 18.
Seit der Überarbeitung 1985 ist das Staatsangehörigkeitsgesetz folgendermaßen gegliedert:
1. Das Recht auf Staatsangehörigkeit (“The Right to Citizenship”)
2. Staatsangehörigkeitsverlust (“Loss of Citizenship”)
3. Wiederaufnahme (“Resumption of Citizenship”)
4. Nachweis (“Evidence of Citizenship”). Das certificate of citizenship ist Staatsangehörigkeitsausweis.
5. Verfahrensfragen (“Procedure,” “Judicial Review”). Nur Bearbeitung vollständiger Anträge, Gebührenzahlung usw. Einstellung bei mangelnder Mitwirkung. Weitgehendes Ermessen des Minister(iums). Berufung nur zulässig mit Genehmigung (“leave”). Aufgaben der “Citizenship judges.”
6. Verwaltung (“Administration”). Verordnungsermächtigung hinsichtlich Gebühren, Sprach- und Staatsbürgerkundekenntnisprüfungen sowie allgemeine Formvorschriften. Kompetenzen und Regeln für die Amtsführung von “Citizenship judges.”[48]
7. Strafbestimmungen (“Offences”)
8. Statusfragen (“Status of Persons in Canada”). Betrifft nur Staatsbürger des Commonwealth und Irland.

Seit 2008 müssen Einbürgerungsanwärter, die 18-54 Jahre alt sind den Canadian Citizenship Test bestehen.
Am 17. April 2009 trat die Bestimmung in Kraft, dass bei Auslandsgeburt die Staatsangehörigkeit nur in der ersten Generation weitervererbt wurde. Kinder in zweiter Generation werden nur Kanadier wenn sie nach Kanada zurückwandern.
Die Bearbeitungszeit von Einbürgerungsanträgen lag 2013 bei rund zwei Jahren.
Seit Juni 2021 lautete der allgemeine Einbürgerungseid “I swear (or affirm) that I will be faithful and bear true allegiance to Her Majesty Queen Elizabeth the Second, Queen of Canada, Her Heirs and Successors, and that I will faithfully observe the laws of Canada, including the Constitution, which recognizes and affirms the Aboriginal and treaty rights of First Nations, Inuit and Métis peoples, and fulfil my duties as a Canadian citizen.”
Zuständigkeiten
Die Zuständigkeit lag beim 1962/3 so genannten “Department of Citizenship and Immigration.” Der Name der zuständigen Abteilung wurde in Zusammenhang mit den Gesetzesänderungen immer wieder geändert. Aus dem „Nationalities Branch“ wurde der Corporate Management Sector (Citizenship and Immigration), eine Abteilung im “Department of the Secretary of State.” Diese wurde 1994 ausgegliedert in ein Department of Citizenship and Immigration unter einem Minister. In neuerer Zeit wurde daraus Immigration, Refugees, and Citizenship Canada (IRCC). Gewisse Mitspracherechte hat für Quebec das « Ministère de l'Immigration, de la Diversité et de l'Inclusion ». Der Minister erhielt das Recht mit ausländischen Regierungen den Austausch biometrischer Daten zu vereinbaren und mit der Grenzpolizei (Canada Border Services Agency) sich auszutauschen.
Die Citizenship Commission ernennt auf Empfehlung des Ministers “Citizenship judges,” die ihnen vorgelegte Streitfälle entscheiden oder Mehrfachdurchfaller des „Canadian Citizenship Tests“ mündlich prüfen und bei den Einbürgerungszeremonien anwesend sein sollen. Dabei handelt es sich nicht um wirkliche Richter. Ernannt werden pro Bundesstaat 1-2.

#### Strengthening Canadian Citizenship Act
Dieses Bill C-24 brachte eine umfassende, verschärfende Reform. Die Länge der Wohnsitzerfordernis (nun ggf. auf Anforderung nachzuweisen mittels “Residence Questionnaire”), mit dem Status „permanent resident“ unter Ausschluss anderer Zeiten, für Einbürgerungen wurden verlängert. Die Aberkennung der kanadischen Staatsbürgerschaft für Doppelstaatler wurde erleichtert, was besonders für anerkannte Flüchtlinge problematisch sein kann.
Auf der positiven Seite war die automatische Verleihung des Bürgerrechts an Personen, die vor dem 1. Januar 1947 geboren aus verschiedenen Gründen die Staatsangehörigkeit aufgrund des damaligen Gesetzes nicht erhalten hatten. (Bzgl. Neufundland war der Stichtag 1. April 1949.) Das betraf z. B. im Ausland geborene British Subjects die an den Stichtagen im Lande wohnten.

Der Anspruch bei Auslandsgeburt von Kindern, deren (Groß-)Eltern(teil) zu jener Zeit im Staatsdienst stand, wurde rückwirkend auf zwei Generationen ausgeweitet.
Ansonsten gab man dem Verlangen konservativer, ausländerfeindlicher Kreise nach, eine vorgebliche „Einwanderung in die Sozialsysteme“ zu verhindern. Es wird davon ausgegangen, Einwanderer hätten sich eine Einbürgerung „zu verdienen.“ Dabei wurde auch die Flüchtlingspolitik strenger.

### Sonderfälle

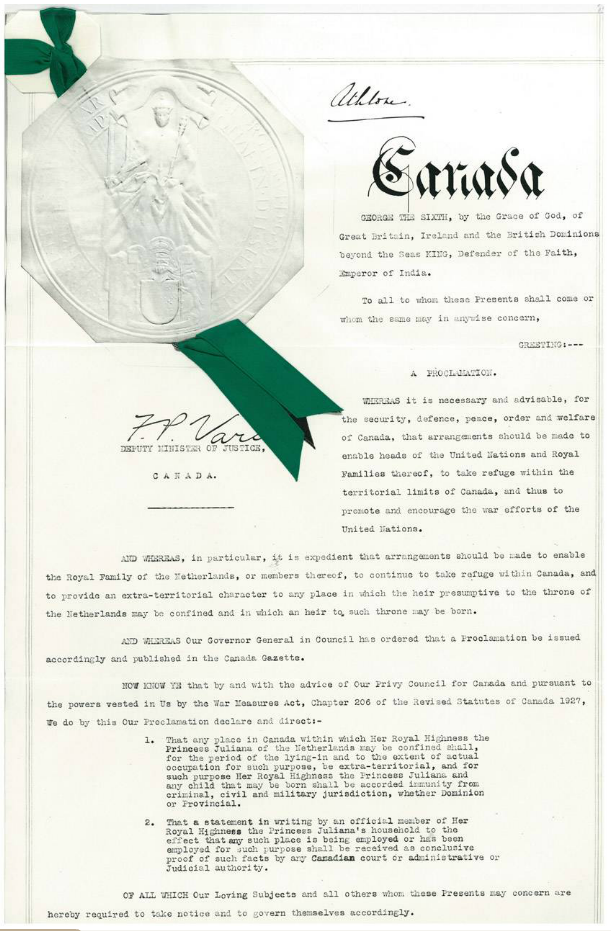
Per Verordnung wurde das Krankenhaus in dem man die Geburt der holländischen Margriet erwartete zum exterritorialen Gebiet erklärt, auf dass sie keine kanadische Bürgerin durch Geburt im Lande würde.

#### Neufundland und Labrador
Neufundland war seit 1907 ein eigenes Dominion, das bis 1927 Teile Labradors mit einschloss. Seit 1921 war man selbstverwaltend, was man aus finanziellen Gründen freiwillig 1932/3 zu Gunsten einer von England ernannten Kommission aufgab, um dann zum 1. April 1949 dem kanadischen Bundesstaat beizutreten. Während der Existenz des Dominion galten die allgemeinen britischen Gesetze über “Subjects.”
Neben den erwähnten Einreisegesetzen gab es schon seit 1892 Regelungen über lokale Einbürgerungen. Es folgte 1916 ein Gesetz hinsichtlich der Naturalisierung als British Subject. Die Zuständigkeit lag beim Colonial Secretary, der im freien Ermessen entschied. Inhaltlich unterschieden sich die Regeln kaum von den allgemeinen britischen von 1914.

#### Kriegsteilnehmer und -bräute
Eine order-in-council erlaubte 1946 osteuropäischen Kriegsteilnehmern, die auf alliierter Seite im Zweiten Weltkrieg gekämpft hatten, das waren fast ausschließlich Polen die 1939/40 nach Großbritannien gelangt waren, sich unter erleichterten Bedingungen anzusiedeln. Es handelte sich zunächst um 3000 Mann, insgesamt dann 4500 Personen. Sie durften bereits nach einem Jahr einen Einbürgerungsantrag stellen.
Im Mai 1946 erging ein Gesetz, wodurch Bewohner Kanadas in Europa lebende Verwandte ersten Grades und verwaiste Enkel und Nichten zur Einwanderung sponsern durften, wenn sie für deren Unterhalt aufkommen konnten. Hierunter waren viele Vertriebene (“displaced persons”).

Bereits ab Juni 1947 wurde eine zusätzliche Quote für diese Vertriebenen eingeführt. Anfangs 5000, was bald auf 45.000 erhöht wurde. Die Auswahl trafen Teams, die europäische Flüchtlingslager nach geeigneten, d. h. arbeitsfähigen Flüchtlingen, durchsuchten.
Während des Kriegs heirateten etwa 47.000 Frauen im Ausland dienende kanadische Soldaten und kamen als Kriegsbräute mit ihren Ehemännern und 22.000 Kindern ins Land. Die meisten von diesen waren Britinnen, so dass staatsangehörigkeitsrechtlich kaum Probleme auftraten. Um ihre Einreise kümmerte sich das Canadian Wives' Bureau, in London.

Bräute andrer Nationalität unterließen es manchmal später in Kanada die Einbürgerungs- bzw. Registrierungsformalitäten zu durchlaufen. Seit 1996, als begonnen wurde strenger zu prüfen, stellten dann vor 1977 im Ausland geborene Kinder fest, dass sie entgegen lebenslanger Annahme gar keine Kanadier waren. Für den Großteil der Betroffenen wurde diese Gesetzeslücke 2008 geschlossen.

#### Indianer, Eskimos und Métis
Die kolonialen Ureinwohner betrachtete man britischerseits in den Kronkolonien, nicht jedoch Protektoraten, schon seit 1837 als „British Subjects.“ Das kanadische Staatsangehörigkeitsgesetz 1947 wurde durch den Act to Amend the Canadian Citizenship Act 1956 so geändert, dass auch Eskimos und Treaty Indians, also Angehörige „unabhängiger“ Stämme, die kanadische Staatsangehörigkeit rückwirkend automatisch erhielten, sofern sie seit 1947 oder zehn Jahre im Lande gelebt hatten. Bei Geburt seit 1947 sind sie Kanadier durch das ius soli. Seit 1982 sind die Métis („Mischlinge“) als indigenes Volk in Kanada anerkannt. Heute geht es den Eingeborenen um Bürgerrechte, weniger um Staatsangehörigkeitsprobleme.
Bei einigen Stämmen, die zu beiden Seiten der Grenze mit den USA leben kann die Staatsangehörigkeit unklar sein, wenn keine ordentliche Anmeldung der Geburt stattfand.

#### Border Babies
Besonders in Quebec kam es vor, dass gebärende Mütter das wohnortnächste Krankenhaus aufsuchten, auch wenn dies auf dem Gebiet der USA lag. Dadurch wurden die Neugeborenen automatisch US-amerikanische Bürger (mit entsprechenden Geburtsurkunden). Gemäß der 1947–76 gültigen Regelung hätten sie in Kanada als Auslandgeborene registriert werden müssen, was wegen der damals üblichen entspannten Situation oft nicht geschah. Diese Kinder wohnten in Kanada, gingen dort zur Schule usw. und stellen erst das Fehlen ihrer Staatsbürgerschaft fest, wenn sie einen Reisepass beantragten.

#### Staatenlose
Im Lande geborene Kinder von Staatenlosen werden per ius soli automatisch Kanadier ab Geburt.
Die zwischen 1947 und 1976 gültige Regelung, dass im Ausland geborene, volljährig gewordene Kanadier bis zu ihrem 23. (bzw. heute 28.) Geburtstag eine Beibehaltungserklärung abzugeben hatten, sofern sie nicht ihren Wohnsitz in der Heimat genommen hatten, führt zu Fällen der Staatenlosigkeit. Ebenso in einigen Fällen bei unehelicher Auslandsgeburt, Kinder von kanadischen Soldaten im Ausland oder wenn eine „Kriegsbraut“-Mutter nicht eingebürgert worden war. Vielen dieser sogenannten „lost Canadians“ wurde durch den Citizenship Act 2008 das Bürgerrecht verliehen. Es blieben jedoch einige Fälle, die durch das Netz fallen. Für im Ausland geborene Kinder der zweiten Generation besteht die Gesetzeslücke fort.

#### Asylanten
Eine erleichterte Einbürgerung für anerkannte Flüchtlinge gibt es nicht. Man stellt jedoch seit 1978 dem UNHCR eine Quote zur Ansiedlung (“resettlement”). Gleichzeitig prüfen Konsulate jedoch bei Visumsanträgen streng, ob der Reisende ein potentieller Asylantragssteller sein könnte, wenn er einmal nach Kanada gelangte.

#### Leihmutterschaft und Adoptionen im Ausland
Seit 2020 wird die kanadische Staatsangehörigkeit auch dann über einen Elternteil weitervererbt wenn das Kind genetisch nicht von diesen Eltern abstammt (“non-biological parents”). Normalerweise betrifft dies Leihmutterschaft.
Für im Ausland von Kanadiern adoptierte Kinder muss eine Registrierung und der Staatsangehörigkeitsausweis beantragt werden. So wird vermieden, dass es Konflikte mit ausländischen Vorschriften bezüglich Adoptionen gibt.